# プブリウス・ムキウス・スカエウォラ (紀元前175年の執政官)

プブリウス・ムキウス・スカエウォラ（Publius Mucius Scaevola）は共和政ローマのプレブス（平民）出身の政治家・軍人。紀元前175年に執政官（コンスル）に就任、リグリアに勝利した。紀元前169年には監察官（ケンソル）に立候補するが落選した。

## 出自
古代の歴史家は、紀元前508年にローマを包囲したエトルリア王ラルス・ポルセンナを暗殺しようとして捕虜となり、その面前で自身の右手を焼いて勇気を示した、伝説的な英雄であるガイウス・ムキウス・スカエウォラ（スカエウォラは左利きの意味）をムキウス氏族の先祖としているが、現代の研究者はこれはフィクションであると考えている。実際、高官を出したムキウス氏族はプレブス系であり、歴史に登場するのは比較的遅く、紀元前220年にクィントゥス・ムキウス・スカエウォラが執政官に就任したときである（即ち、ガイウス以来300年近く歴史に登場していない）。プブリウス・ムキウス・スカエウォラは彼の長男であり、そのプラエノーメン（第一名、個人名）は祖父から受け継いでいる。父の名前を継いだ弟のクィントゥス・ムキウス・スカエウォラは、紀元前174年の執政官である。

## 経歴
ムキウス氏族は、影響力あるプレブス一族であるフルウィウス・フラックス家と密接な関係を築いていた。紀元前179年にはプブリウスも弟のクィントゥスも、法務官（プラエトル）に就任しているが、同年の執政官はクィントゥス・フルウィウス・フラックスとその兄弟のルキウス・マンリウス・アキディヌス・フルウィアヌスであった。プブリウスは、プラエトルの中でも最も地位が高いとされるプラエトル・ウルバヌスとなっている。加えて、元老院はローマ市内で発生した中毒事件に関して10マイル四方を調査するように命じた。この調査には、前年の補充執政官である別のクィントゥス・フルウィウス・フラックス（執政官クィントゥスの従兄弟）も調査に関わっており、フルウィウス・フラックス家にとって最優先の事項となった。
紀元前175年、スカエウォラは執政官に就任。同僚は二度目の執政官となったマルクス・アエミリウス・レピドゥスであった。両執政官はイタリア北部へ出征し、ルナとピサを略奪したリグリア人と戦った。この戦争に関しては、リウィウスの『ローマ建国史』の該当部分が失われてしまっているため、ほとんど分かっていない。しかし、ローマ軍は勝利し、元老院は感謝祭を実施している。スカエウォラとリピドゥスはローマに戻って凱旋式を実施した。この年の末、スカエウォラは翌年の公職選挙を監督し、弟のクィントゥスが執政官に当選するよう援助した。
次にスカエウォラが記録に登場するのは紀元前170年のことであり、ボイオーティアのフィスバ（en）との条約に元老院が署名する際に、スカエウォラが最初に署名していることから、元老院議員の中で最長老で影響力があったことが分かる。
紀元前169年には監察官選挙に立候補するが、ティベリウス・センプロニウス・グラックスに敗北した。その後、彼に関する記録はない。

## 子孫
スカエウォラには二人の息子があった。一人は同名のプブリウス・ムキウス・スカエウォラで、紀元前133年に執政官となっている。もう一人はプブリウス・リキニウス・クラッススの養子となり、プブリウス・リキニウス・クラッスス・ディウェス・ムキアヌスと名前を変えて紀元前131年の執政官となっている。

## 参考資料

### 古代の資料
- ティトゥス・リウィウス『ローマ建国史』
- マルクス・トゥッリウス・キケロ『ブルトゥス』

### 研究書
- Egorov A.  "Mutsii Scevola, Licinii Crassus and Julia Caesari (Roman intelligentsia and crisis of the end of I - beginning of II centuries BC)" // Mnemon. - 2003. - No. 2 . - P. 191-204 .
- Broughton T. "Magistrates of the Roman Republic" - New York, 1951. - Vol. I. - P. 600.
- Münzer F. "Mucius" // Paulys Realencyclopädie der classischen Altertumswissenschaft . - 1933. - Bd. XVI, 1. - Kol. 412-414.
- Münzer F. "Mucius 16" // Paulys Realencyclopädie der classischen Altertumswissenschaft . - 1933. - Bd. XVI, 1. - Kol. 424-425.